# Agdenes
Agdenes es un municipio en la provincia Trøndelag de Noruega. Es parte de la región de Orkdalen. La capital es Lensvik. 
Agdenes fue segregada de Ørland el 1 de enero de 1896. Lensvik fue fusionada con Agdenes el 1 de enero de 1964. El municipio se encuentra en el extremo sur de la desembocadura del Trondheimsfjord. Limita con los municipios de Hitra, Ørland, Rissa, Orkdal y Snillfjord.
El municipio (originalmente la parroquia) recibe su nombre de la antigua granja Agdenes (nórdico antiguo: Agðanes), puesto que allí se construyó la primera iglesia. El significado del primer elemento se desconoce (pero es probablemente el mismo que en el nombre Agder) y el último elemento es nes que significa "cabo".
El escudo procede de tiempos modernos. Fue concedido el 30 de agosto de 1991. Las armas muestran un campo de armiño bajo un jefe rojo. El campo de armiño simboliza las granjas de peletería del municipio. Un armiño es también un símbolo real, simboliza el hecho de que en tiempos históricos los señores locales (jarls de Lade) y reyes residieron en la localidad.